# César Alberto Parra
César Alberto Parra Bautista (1 de mayo de 1963) es un jinete colombiano, nacionalizado estadounidense, que compitió en la modalidad de doma. Ganó dos medallas en los Juegos Panamericanos, plata en 1999 y oro en 2011.

## Palmarés internacional
| Representando a Colombia       |                      |                  |             |
| Juegos Panamericanos           |                      |                  |             |
| Año                            | Lugar                | Medalla          | Categoría   |
| 1999                           | Winnipeg (Canadá)    | Medalla de plata | Por equipos |
| Representando a Estados Unidos |                      |                  |             |
| Juegos Panamericanos           |                      |                  |             |
| Año                            | Lugar                | Medalla          | Categoría   |
| 2011                           | Guadalajara (México) | Medalla de oro   | Por equipos |